# Selland Arena

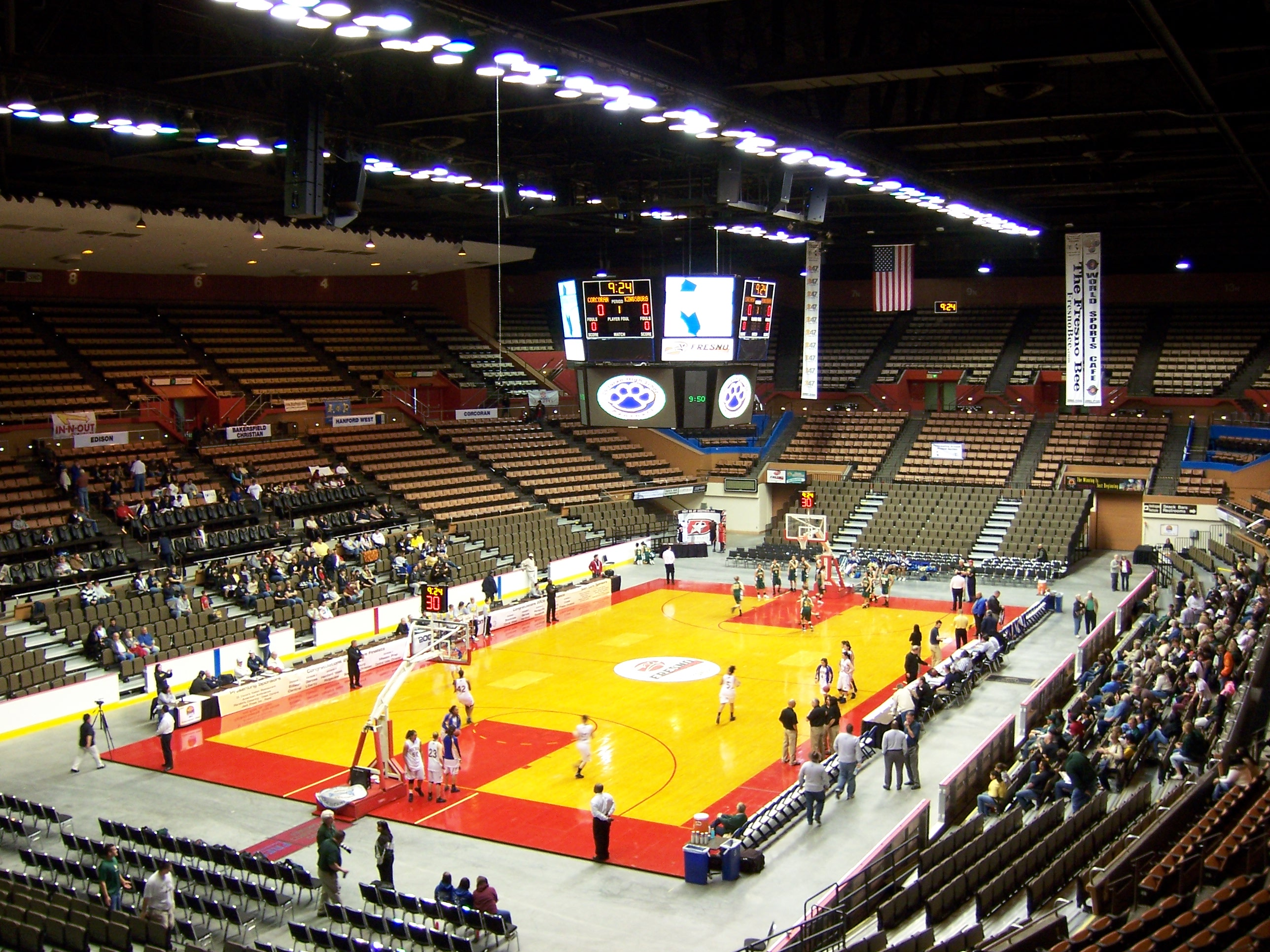
Innenansicht der Selland Arena (März 2009)

Die Selland Arena ist eine Mehrzweckhalle in der US-amerikanischen Stadt Fresno im Bundesstaat Kalifornien. Die Halle gehört zum Fresno Convention & Entertainment Center. Maximal bietet die Selland Arena heute 9.000 Plätze für die Besucher. Es finden in der Arena u. a. Konzerte, Tagungen, Eisshows, Jugendsport, Eishockey, Basketball, Wrestling, Motocross, Rodeo, Arena Football, Volleyball, Indoor Soccer, Tanz- und Cheerleading-Wettbewerbe, religiöse Veranstaltungen, Hauptversammlungen, Gemeindeveranstaltungen und Graduierungsfeiern statt.

## Geschichte
Benannt wurde die Halle nach dem früheren Bürgermeister von Fresno, Arthur L. Selland. Anfänglich hatte sie eine Sitzplatzkapazität von 6.500 Plätze. Im Jahr 1981 wurde sie für 10 Mio. US-Dollar auf 11.300 Plätze erweitert. Im November 2006 investierte man 15 Mio. US-Dollar in eine Renovierung. Dabei wurde die Bestuhlung erneuert, eine neue Video-Anzeigetafel installiert sowie ein neues Kühlsystem für die Eishockeyspielfläche eingebaut. Verschiedenste Veranstaltungen wurden seit der Eröffnung ausgetragen. So war 1996 die WWF mit der Wrestling-Veranstaltung Royal Rumble in Fresno zu Gast. Des Weiteren trat eine Vielzahl von Künstlern und Bands zu Konzerten auf. Darunter u. a. Tom Petty, No Doubt, Metallica, Rush, Korn, Garth Brooks, Hilary Duff oder Van Halen.
Am 27. Januar 2010 vereinbarten die Fresno Monsters und die Betreiber der Selland Arena die weitere Nutzung der Arena durch das Eishockeyteam bis zum Ende der Saison 2012/13. Nach fünf Spielzeiten im kleineren Gateway Ice Center kehrten die Monsters 2018 in die Selland Arena zurück. In der Saison 2019/20 werden die Spiele zwischen den beiden Spielstätten aufgeteilt.

## Fresno Convention & Entertainment Center
Neben der Selland Arena gehören weitere Einrichtungen zum Fresno Convention & Entertainment Center. So das William Saroyan Theatre  mit 2.359 Plätzen in dem am 14. Oktober 1966 das Eröffnungskonzert stattfand. Daneben fanden auch Ballettaufführungen, Musicals wie Cats, Evita oder Chicago und Konzerte der Freso Philharmoniker statt. Zu den Künstlern gehörten u. a. Mikhail Baryshnikov, Lang Lang, Arthur Fiedler, Isaac Stern, Itzhak Perlman, David Copperfield und Jerry Seinfeld.
Das Fresno Convention Center ist ein Tagungszentrum gegenüber der Selland Arena mit einem großen Ball- und Bankettsaal für bis zu 1.200 Menschen. Der Saal kann auch in sieben kleinere Säle abgeteilt werden.
Die Ernest E. Valdez Hall (früher Exibit Hall) ist eine Ausstellungshalle die für Messen, Ausstellungen, politische Veranstaltungen, Festessen oder Hochzeiten u. a. Veranstaltungen genutzt werden.